# Cyril Mackworth-Praed
Cyril Winthrop Mackworth-Praed OBE (Mickleham, 21 september 1891 - Ringwood, 30 juni 1974) was een Brits schutter.

## Carrière
Mackworth-Praed won tijdens de Olympische Zomerspelen van 1924 de gouden medaille met het Britse team in het onderdeel lopend hert dubbelschot team mannen. Individueel won hij twee zilveren medailles bij het lopend hert enkelschot en dubbelschot. Mackworth-Praed was lid van de Royal Geographical Society en Royal Zoological Society. Hij gaf meerdere boeken uit over Afrikaanse vogels.
Tijdens de Tweede Wereldoorlog was hij commandant van de Commando Training School.

### Olympische Zomerspelen
| Jaar | Plaats   | Resultaten |
| ---- | -------- | --- |
| 1924 | Parijs   | lopend hert dubbelschot team mannen · lopend hert dubbelschot team mannen · lopend hert enkelschot team mannen · 4e lopend hert enkelschot team mannen · 8e trap team mannen |
| 1952 | Helsinki | 11e lopend hert enkel- en dubbelschot mannen |